# Jani Soininen

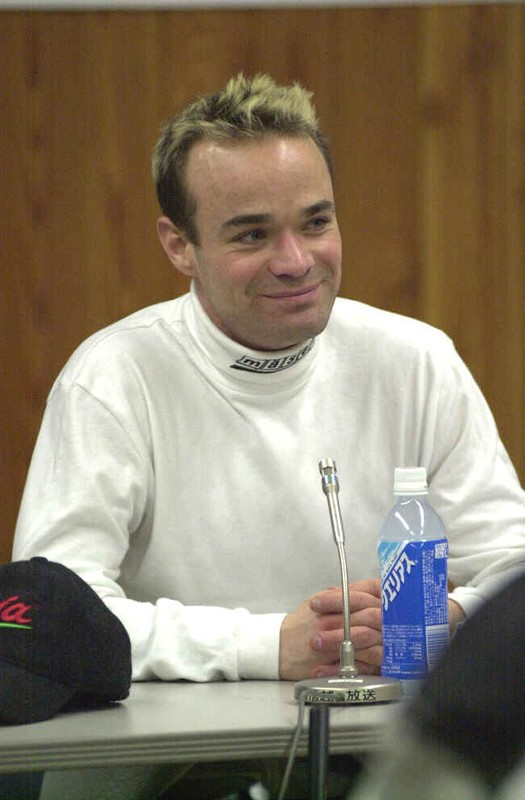

Jani Soininen, född 12 november 1972 i Jyväskylä, Mellersta Finland (finska: Keski-Suomi) är en finsk tidigera backhoppare som tävlade för skidföreningen Jyväskylän Hiihtoseura.

## Karriär
Jani Soininen debuterade i Världscupen 29 februari 1992 i Lahtis. De första säsongerna blev ingen vidare succé för Soininen, men säsongen 1993/1994 hoppade han sig in i Finlands A-Lag. Under OS 1994 i Lillehammer tog han sjätteplatsen i normalbacken och femteplats i stora backen och i laghoppningen. Året efter blev han världsmästare i laghoppning med det finska laget i VM 1995 i Thunder Bay och gjorde om bragden i  VM 1997 i Trondheim.
Höjdpunkten i karriären kom i OS 1998 i Nagano där han segrade i normalbacken och tog en silvermedalj i stora backen, bara slagen av Kazuyoshi Funaki (Japan). Under VM 2001 i Lahtis tog han en ny medalj i laghopp i stora backen tillsammans med det finska laget. Denna gång en silvermedalj, efter guldvinnarna Tyskland.
Jani Soininen har fyra delsegrar i Världscupen, i Engelberg 1996, Lillehammer och Predazzo 1997 och Hakuba 2000. Som bäst sammanlagd i Världscupen blev han sjua säsongerna 1994/1995, 1997,1998 och 1999/2000.
Soininen avslutade idrottskarriären 2001.